# Hotham River
Hotham River är ett vattendrag i Australien. Det ligger i delstaten Western Australia, omkring 120 kilometer sydost om delstatshuvudstaden Perth.
I omgivningarna runt Hotham River växer huvudsakligen savannskog. Trakten runt Hotham River är nära nog obefolkad, med mindre än två invånare per kvadratkilometer. Genomsnittlig årsnederbörd är 785 millimeter. Den regnigaste månaden är september, med i genomsnitt 152 mm nederbörd, och den torraste är februari, med 7 mm nederbörd.